# Gymnostachyum hirtum
Gymnostachyum hirtum är en akantusväxtart som beskrevs av Henry Nicholas Ridley. Gymnostachyum hirtum ingår i släktet Gymnostachyum och familjen akantusväxter. Inga underarter finns listade i Catalogue of Life.